# Campeonato de División Superior de Fútbol Aficionado 1963
El Campeonato de Primera Aficionados 1963 fue la décima tercera temporada del certamen de la cuarta categoría del fútbol argentino. Se disputó entre el 27 de abril de 1963 y el 1 de febrero de 1964.
Los nuevos participantes fueron Brown de Adrogué y Sacachispas, descendidos de la Primera C 1962 y Victoriano Arenas, que se afilió ese año a la Asociación del Fútbol Argentino.
El certamen consagró campeón por primera vez a Luján, que obtuvo el único ascenso de la temporada.

## Ascensos y descensos
| Pos. | Ascendido de la Primera Aficionados 1962 |
| ---- | ---------------------------------------- |
| 1º   | Arsenal de Sarandí                       |

| Pos. | Descendidos de la Primera C 1962 |
| ---- | -------------------------------- |
| 16º  | Brown de Adrogué                 |
| 17º  | Sacachispas                      |

| \| Equipo Afiliado \| \| ----------------- \| \| Victoriano Arenas \| |
| Equipo Afiliado                                                       |
| Victoriano Arenas                                                     |

## Formato
Los equipos se dividieron en dos zonas, una de 14 y una de 13 equipos cada una, en las cuales se enfrentaron bajo el sistema de todos contra todos a 2 ruedas. Los tres equipos mejor ubicados de cada zona clasificaron a un hexagonal final.
En el hexagonal se enfrentaron bajo el sistema de todos contra todos a una sola rueda. El equipo con mayor puntaje se consagró campeón y obtuvo el ascenso.
No hubo otros ascensos ni desafiliaciones.

## Equipos participantes
| Equipo                   | Ciudad          | Estadio                |
| ------------------------ | --------------- | ---------------------- |
| 9 de Julio               | Merlo           | No posee               |
| Acassuso                 | San Isidro      | No posee               |
| Arsenal (L)              | Llavallol       | Arsenal de Llavallol   |
| Brown                    | Adrogué         | Brown de Adrogué       |
| Central Argentino        | San Martín      | Central Argentino      |
| Centro Español           | Villa Sarmiento | Güemes y Rivadavia     |
| Comunicaciones           | Buenos Aires    | Comunicaciones         |
| Defensores de Almagro    | Buenos Aires    | No posee               |
| Defensores de Corrientes | Buenos Aires    | No posee               |
| Estudiantes (BA)         | Caseros         | Estudiantes (BA)       |
| Fénix                    | Buenos Aires    | Concepción Arenal      |
| Ferrocarril Midland      | Libertad        | Ciudad de Libertad     |
| General Lamadrid         | Buenos Aires    | General Lamadrid       |
| Ituzaingó                | Ituzaingo       | Pacheco y Acosta       |
| J.J. Urquiza             | Caseros         | Kelsey y Bonifacini    |
| Juventud de Bernal       | Bernal          | Caseros y Almafuerte   |
| Juventud Unida           | San Miguel      | Sarmiento y Azcuénaga  |
| La Paternal              | Buenos Aires    | No posee               |
| Luján                    | Luján           | Municipal de Luján     |
| Macabi                   | Buenos Aires    | No posee               |
| Muñiz                    | Muñiz           | Sarmiento y Azcuénaga  |
| Pilar                    | Pilar           | San Juan y Córdoba     |
| Piraña                   | Buenos Aires    | No posee               |
| Porteño AC               | Gral. Rodríguez | Porteño AC             |
| Sacachispas              | Buenos Aires    | Lacarra y Barros Pazos |
| Sportivo Palermo         | Buenos Aires    | Sportivo Palermo       |
| Victoriano Arenas        | Valentín Alsina | Saturnino Moure        |

### Distribución geográfica de los equipos
| Región                                   | Cant. | Equipos |
| ---------------------------------------- | ----- | --- |
| Conurbano bonaerense                     | 15    | 9 de Julio, Acassuso, Arsenal de Llavallol, Brown de Adrogué, Central Argentino, Centro Español, Estudiantes (BA), Ferrocarril Midland, Ituzaingó, J.J. Urquiza, Juventud de Bernal, Juventud Unida, Muñiz, Pilar y Victoriano Arenas |
| Ciudad de Buenos Aires                   | 10    | Comunicaciones, Defensores de Almagro, Defensores de Corrientes, Fénix, General Lamadrid, La Paternal, Macabi, Piraña, Sacachispas y Sportivo Palermo                                                                                 |
| Interior de la provincia de Buenos Aires | 2     | Luján y Porteño AC |

## Tablas de posiciones

### Zona A
| Pos. | Equipo                | Pts. | PJ | PG | PE | PP | GF | GC | Dif. |
| ---- | --------------------- | ---- | -- | -- | -- | -- | -- | -- | ---- |
| 1.º  | Estudiantes (BA)      | 40   | 26 | 17 | 6  | 3  | 70 | 29 | 41   |
| 2.º  | Fénix                 | 39   | 26 | 18 | 3  | 5  | 64 | 27 | 37   |
| 3.º  | Ferrocarril Midland   | 37   | 26 | 16 | 5  | 5  | 54 | 33 | 21   |
| 4.º  | Comunicaciones        | 33   | 26 | 14 | 5  | 7  | 62 | 35 | 27   |
| 5.º  | Sacachispas           | 30   | 26 | 12 | 6  | 8  | 50 | 40 | 10   |
| 6.º  | Victoriano Arenas     | 28   | 26 | 12 | 4  | 10 | 56 | 37 | 19   |
| 7.º  | Brown de Adrogué      | 28   | 26 | 12 | 4  | 10 | 51 | 48 | 3    |
| 8.º  | Defensores de Almagro | 26   | 26 | 10 | 6  | 10 | 47 | 66 | −19  |
| 9.º  | Arsenal de Llavallol  | 24   | 26 | 11 | 2  | 13 | 52 | 47 | 5    |
| 10.º | Juventud de Bernal    | 21   | 26 | 9  | 3  | 14 | 45 | 55 | −10  |
| 11.º | General Lamadrid      | 19   | 26 | 7  | 5  | 14 | 39 | 60 | −21  |
| 12.º | Piraña                | 16   | 26 | 5  | 6  | 15 | 39 | 69 | −30  |
| 13.º | Sportivo Palermo      | 12   | 26 | 4  | 4  | 18 | 25 | 71 | −46  |
| 14.º | Macabi                | 11   | 26 | 4  | 3  | 19 | 24 | 61 | −37  |

|  | Clasificó al Hexagonal Final por el campeonato |

### Zona B
| Pos. | Equipo                   | Pts. | PJ | PG | PE | PP | GF | GC  | Dif. |
| ---- | ------------------------ | ---- | -- | -- | -- | -- | -- | --- | ---- |
| 1.º  | Luján                    | 41   | 24 | 19 | 3  | 2  | 81 | 25  | 56   |
| 2.º  | J.J. Urquiza             | 40   | 24 | 19 | 2  | 3  | 73 | 30  | 43   |
| 3.º  | Centro Español           | 36   | 24 | 16 | 4  | 4  | 76 | 28  | 48   |
| 4.º  | Porteño AC               | 32   | 24 | 14 | 4  | 6  | 63 | 49  | 14   |
| 5.º  | Pilar                    | 25   | 24 | 10 | 5  | 9  | 49 | 46  | 3    |
| 6.º  | Acassuso                 | 24   | 24 | 11 | 2  | 11 | 59 | 52  | 7    |
| 7.º  | Juventud Unida           | 24   | 24 | 11 | 2  | 11 | 47 | 52  | −5   |
| 8.º  | Muñiz                    | 23   | 24 | 10 | 3  | 11 | 63 | 69  | −6   |
| 9.º  | Ituzaingó                | 22   | 24 | 9  | 4  | 11 | 65 | 59  | 6    |
| 10.º | Defensores de Corrientes | 17   | 24 | 7  | 3  | 14 | 46 | 69  | −23  |
| 11.º | Central Argentino        | 11   | 24 | 4  | 3  | 17 | 38 | 67  | −29  |
| 12.º | 9 de Julio               | 10   | 24 | 4  | 2  | 18 | 49 | 96  | −47  |
| 13.º | La Paternal              | 7    | 24 | 3  | 1  | 20 | 37 | 104 | −67  |

|  | Clasificó al Hexagonal Final por el campeonato |

## Resultados

### Zona A
| Arsenal de Llavallol | 2 - 2 | Estudiantes (BA)      | Arsenal de Llavallol | 27 de abril |
| Comunicaciones       | 5 - 1 | General Lamadrid      | Comunicaciones       | 27 de abril |
| Fénix                | 1 - 1 | Defensores de Almagro | Concepción Arenal    | 27 de abril |
| Juventud de Bernal   | 5 - 1 | Brown de Adrogué      | Caseros y Almafuerte | 27 de abril |
| Sportivo Palermo     | 1 - 2 | Macabi                | Sportivo Palermo     | 27 de abril |
| Piraña               | 1 - 4 | Sacachispas           | Brown de Adrogué     | 27 de abril |
| Victoriano Arenas    | 0 - 1 | Ferrocarril Midland   | Saturnino Moure      | 4 de mayo   |

| Brown de Adrogué      | 3 - 4 | Fénix                | Brown de Adrogué       | 11 de mayo |
| Comunicaciones        | 4 - 2 | Sportivo Palermo     | Comunicaciones         | 11 de mayo |
| Defensores de Almagro | 3 - 1 | Arsenal de Llavallol | Concepción Arenal      | 11 de mayo |
| Estudiantes (BA)      | 5 - 1 | Piraña               | Estudiantes (BA)       | 11 de mayo |
| General Lamadrid      | 1 - 5 | Victoriano Arenas    | General Lamadrid       | 11 de mayo |
| Sacachispas           | 3 - 1 | Macabi               | Lacarra y Barros Pazos | 11 de mayo |
| Ferrocarril Midland   | 1 - 0 | Juventud de Bernal   | Ciudad de Libertad     | 11 de mayo |

| Macabi               | 0 - 5 | Estudiantes (BA)      | Comunicaciones       | 18 de mayo |
| Arsenal de Llavallol | 2 - 1 | Brown de Adrogué      | Arsenal de Llavallol | 18 de mayo |
| Fénix                | 1 - 0 | Ferrocarril Midland   | Concepción Arenal    | 18 de mayo |
| Juventud de Bernal   | 3 - 0 | General Lamadrid      | Caseros y Almafuerte | 18 de mayo |
| Piraña               | 0 - 0 | Defensores de Almagro | General Lamadrid     | 18 de mayo |
| Sportivo Palermo     | 3 - 1 | Sacachispas           | Sportivo Palermo     | 18 de mayo |
| Victoriano Arenas    | 1 - 1 | Comunicaciones        | Saturnino Moure      | 18 de mayo |

| Comunicaciones        | 1 - 1 | Juventud de Bernal   | Comunicaciones     | 25 de mayo |
| Defensores de Almagro | 2 - 0 | Macabi               | Concepción Arenal  | 25 de mayo |
| Estudiantes (BA)      | 3 - 0 | Sacachispas          | Estudiantes (BA)   | 25 de mayo |
| Ferrocarril Midland   | 1 - 0 | Arsenal de Llavallol | Ciudad de Libertad | 25 de mayo |
| General Lamadrid      | 0 - 6 | Fénix                | General Lamadrid   | 25 de mayo |
| Victoriano Arenas     | 5 - 0 | Sportivo Palermo     | Saturnino Moure    | 25 de mayo |
| Brown de Adrogué      | 3 - 1 | Piraña               | Brown de Adrogué   | 26 de mayo |

| Piraña               | 1 - 1 | Ferrocarril Midland   | Tres de Febrero        | 1 de junio |
| Arsenal de Llavallol | 1 - 2 | General Lamadrid      | Arsenal de Llavallol   | 1 de junio |
| Sacachispas          | 3 - 3 | Defensores de Almagro | Lacarra y Barros Pazos | 1 de junio |
| Sportivo Palermo     | 1 - 3 | Estudiantes (BA)      | Sportivo Palermo       | 1 de junio |
| Fénix                | 1 - 3 | Comunicaciones        | Concepción Arenal      | 1 de junio |
| Macabi               | 0 - 0 | Brown de Adrogué      | Comunicaciones         | 1 de junio |
| Juventud de Bernal   | 0 - 2 | Victoriano Arenas     | Caseros y Almafuerte   | 1 de junio |

| Brown de Adrogué      | 2 - 0 | Sacachispas          | Brown de Adrogué     | 8 de junio |
| Comunicaciones        | 4 - 0 | Arsenal de Llavallol | Comunicaciones       | 8 de junio |
| Defensores de Almagro | 4 - 2 | Estudiantes (BA)     | Concepción Arenal    | 8 de junio |
| Ferrocarril Midland   | 4 - 1 | Macabi               | Ciudad de Libertad   | 8 de junio |
| General Lamadrid      | 3 - 4 | Piraña               | General Lamadrid     | 8 de junio |
| Juventud de Bernal    | 1 - 1 | Sportivo Palermo     | Caseros y Almafuerte | 8 de junio |
| Victoriano Arenas     | 2 - 4 | Fénix                | Saturnino Moure      | 8 de junio |

| Arsenal de Llavallol | 3 - 1 | Victoriano Arenas     | Arsenal de Llavallol   | 22 de junio |
| Fénix                | 3 - 0 | Juventud de Bernal    | Concepción Arenal      | 22 de junio |
| Piraña               | 1 - 3 | Comunicaciones        | Alfredo Beranger       | 22 de junio |
| Sacachispas          | 2 - 0 | Ferrocarril Midland   | Lacarra y Barros Pazos | 22 de junio |
| Sportivo Palermo     | 2 - 1 | Defensores de Almagro | Sportivo Palermo       | 22 de junio |
| Macabi               | 3 - 2 | General Lamadrid      | Comunicaciones         | 22 de junio |
| Estudiantes (BA)     | 0 - 1 | Brown de Adrogué      | Estudiantes (BA)       | 22 de junio |

| Brown de Adrogué    | 7 - 4 | Defensores de Almagro | Brown de Adrogué       | 29 de junio |
| Comunicaciones      | 5 - 0 | Macabi                | Comunicaciones         | 29 de junio |
| Fénix               | 2 - 2 | Sportivo Palermo      | Concepción Arenal      | 29 de junio |
| Ferrocarril Midland | 1 - 1 | Estudiantes (BA)      | Ciudad de Libertad     | 29 de junio |
| General Lamadrid    | 0 - 1 | Sacachispas           | Lacarra y Barros Pazos | 29 de junio |
| Juventud de Bernal  | 3 - 1 | Arsenal de Llavallol  | Caseros y Almafuerte   | 29 de junio |
| Victoriano Arenas   | 6 - 1 | Piraña                | Saturnino Moure        | 29 de junio |

| Defensores de Almagro | 3 - 3 | Ferrocarril Midland | Concepción Arenal      | 13 de julio |
| Estudiantes (BA)      | 5 - 3 | General Lamadrid    | Estudiantes (BA)       | 13 de julio |
| Piraña                | 3 - 4 | Juventud de Bernal  | Pampa y Miñones        | 13 de julio |
| Sacachispas           | 2 - 0 | Comunicaciones      | Lacarra y Barros Pazos | 13 de julio |
| Sportivo Palermo      | 0 - 3 | Brown de Adrogué    | Sportivo Palermo       | 13 de julio |
| Arsenal de Llavallol  | 0 - 1 | Fénix               | Arsenal de Llavallol   | 20 de julio |
| Macabi                | 0 - 1 | Victoriano Arenas   | Comunicaciones         | 20 de julio |

| Arsenal de Llavallol | 5 - 1 | Sportivo Palermo      | Arsenal de Llavallol | 27 de julio |
| Comunicaciones       | 1 - 1 | Estudiantes (BA)      | Comunicaciones       | 27 de julio |
| Fénix                | 2 - 1 | Piraña                | Concepción Arenal    | 27 de julio |
| Ferrocarril Midland  | 2 - 4 | Brown de Adrogué      | Ciudad de Libertad   | 27 de julio |
| General Lamadrid     | 2 - 4 | Defensores de Almagro | General Lamadrid     | 27 de julio |
| Juventud de Bernal   | 2 - 1 | Macabi                | Caseros y Almafuerte | 27 de julio |
| Victoriano Arenas    | 2 - 3 | Sacachispas           | Saturnino Moure      | 27 de julio |

| Brown de Adrogué      | 3 - 3 | General Lamadrid     | Brown de Adrogué       | 10 de agosto |
| Defensores de Almagro | 1 - 0 | Comunicaciones       | Concepción Arenal      | 10 de agosto |
| Estudiantes (BA)      | 3 - 1 | Victoriano Arenas    | Estudiantes (BA)       | 10 de agosto |
| Macabi                | 0 - 6 | Fénix                | Comunicaciones         | 10 de agosto |
| Piraña                | 0 - 2 | Arsenal de Llavallol | Caseros y Almafuerte   | 10 de agosto |
| Sacachispas           | 3 - 1 | Juventud de Bernal   | Lacarra y Barros Pazos | 10 de agosto |
| Sportivo Palermo      | 2 - 0 | Ferrocarril Midland  | Sportivo Palermo       | 10 de agosto |

| Arsenal de Llavallol | 2 - 2 | Macabi                | Arsenal de Llavallol | 17 de agosto |
| Comunicaciones       | 2 - 2 | Brown de Adrogué      | Comunicaciones       | 17 de agosto |
| General Lamadrid     | 1 - 1 | Ferrocarril Midland   | General Lamadrid     | 17 de agosto |
| Juventud de Bernal   | 1 - 4 | Estudiantes (BA)      | Caseros y Almafuerte | 17 de agosto |
| Piraña               | 2 - 2 | Sportivo Palermo      | Brown de Adrogué     | 17 de agosto |
| Victoriano Arenas    | 0 - 1 | Defensores de Almagro | Saturnino Moure      | 17 de agosto |
| Fénix                | 1 - 2 | Sacachispas           | Concepción Arenal    | 17 de agosto |

| Brown de Adrogué      | 1 - 0 | Victoriano Arenas    | Brown de Adrogué       | 24 de agosto |
| Defensores de Almagro | 1 - 6 | Juventud de Bernal   | Concepción Arenal      | 24 de agosto |
| Estudiantes (BA)      | 2 - 1 | Fénix                | Estudiantes (BA)       | 24 de agosto |
| Ferrocarril Midland   | 2 - 0 | Comunicaciones       | Ciudad de Libertad     | 24 de agosto |
| Sacachispas           | 2 - 1 | Arsenal de Llavallol | Lacarra y Barros Pazos | 24 de agosto |
| Sportivo Palermo      | 0 - 1 | General Lamadrid     | Sportivo Palermo       | 24 de agosto |
| Macabi                | 0 - 2 | Piraña               | Comunicaciones         | 25 de agosto |

| Estudiantes (BA)      | 3 - 1 | Arsenal de Llavallol | Estudiantes (BA)       | 31 de agosto     |
| Brown de Adrogué      | 2 - 1 | Juventud de Bernal   | Brown de Adrogué       | 14 de septiembre |
| Defensores de Almagro | 0 - 3 | Fénix                | Concepción Arenal      | 14 de septiembre |
| Ferrocarril Midland   | 1 - 0 | Victoriano Arenas    | Ciudad de Libertad     | 14 de septiembre |
| General Lamadrid      | 0 - 2 | Comunicaciones       | General Lamadrid       | 14 de septiembre |
| Macabi                | 3 - 0 | Sportivo Palermo     | Comunicaciones         | 14 de septiembre |
| Sacachispas           | 2 - 2 | Piraña               | Lacarra y Barros Pazos | 14 de septiembre |

| Arsenal de Llavallol | 3 - 1 | Defensores de Almagro | Arsenal de Llavallol   | 21 de septiembre |
| Fénix                | 5 - 1 | Brown de Adrogué      | Concepción Arenal      | 21 de septiembre |
| Juventud de Bernal   | 1 - 2 | Ferrocarril Midland   | Caseros y Almafuerte   | 21 de septiembre |
| Macabi               | 0 - 1 | Sacachispas           | Comunicaciones         | 21 de septiembre |
| Piraña               | 1 - 1 | Estudiantes (BA)      | Lacarra y Barros Pazos | 21 de septiembre |
| Sportivo Palermo     | 1 - 5 | Comunicaciones        | Sportivo Palermo       | 21 de septiembre |
| Victoriano Arenas    | 3 - 0 | General Lamadrid      | Saturnino Moure        | 21 de septiembre |

| Brown de Adrogué      | 1 - 0 | Arsenal de Llavallol | Brown de Adrogué       | 5 de octubre |
| Comunicaciones        | 0 - 0 | Victoriano Arenas    | Comunicaciones         | 5 de octubre |
| Defensores de Almagro | 5 - 1 | Piraña               | Concepción Arenal      | 5 de octubre |
| Estudiantes (BA)      | 2 - 0 | Macabi               | Estudiantes (BA)       | 5 de octubre |
| Ferrocarril Midland   | 2 - 1 | Fénix                | Ciudad de Libertad     | 5 de octubre |
| General Lamadrid      | 0 - 2 | Juventud de Bernal   | General Lamadrid       | 5 de octubre |
| Sacachispas           | 5 - 0 | Sportivo Palermo     | Lacarra y Barros Pazos | 5 de octubre |

| Juventud de Bernal   | 0 - 5 | Comunicaciones        | Caseros y Almafuerte   | 12 de octubre |
| Sportivo Palermo     | 0 - 2 | Victoriano Arenas     | Sportivo Palermo       | 13 de octubre |
| Arsenal de Llavallol | 6 - 1 | Ferrocarril Midland   | Arsenal de Llavallol   | 19 de octubre |
| Fénix                | 2 - 0 | General Lamadrid      | Concepción Arenal      | 19 de octubre |
| Macabi               | 0 - 1 | Defensores de Almagro | Comunicaciones         | 19 de octubre |
| Piraña               | 2 - 1 | Brown de Adrogué      | Saturnino Moure        | 19 de octubre |
| Sacachispas          | 0 - 0 | Estudiantes (BA)      | Lacarra y Barros Pazos | 19 de octubre |

| Brown de Adrogué      | 2 - 1 | Macabi               | Brown de Adrogué   | 26 de octubre |
| Comunicaciones        | 1 - 3 | Fénix                | Comunicaciones     | 26 de octubre |
| Defensores de Almagro | 2 - 2 | Sacachispas          | Concepción Arenal  | 26 de octubre |
| Estudiantes (BA)      | 3 - 0 | Sportivo Palermo     | Estudiantes (BA)   | 26 de octubre |
| Ferrocarril Midland   | 2 - 1 | Piraña               | Ciudad de Libertad | 26 de octubre |
| General Lamadrid      | 2 - 1 | Arsenal de Llavallol | General Lamadrid   | 26 de octubre |
| Victoriano Arenas     | 4 - 1 | Juventud de Bernal   | Saturnino Moure    | 26 de octubre |

| Arsenal de Llavallol | 3 - 1 | Comunicaciones        | Arsenal de Llavallol   | 2 de noviembre |
| Estudiantes (BA)     | 2 - 0 | Defensores de Almagro | Estudiantes (BA)       | 2 de noviembre |
| Fénix                | 5 - 2 | Victoriano Arenas     | Concepción Arenal      | 2 de noviembre |
| Piraña               | 1 - 1 | General Lamadrid      | El Palacio             | 2 de noviembre |
| Sacachispas          | 3 - 1 | Brown de Adrogué      | Lacarra y Barros Pazos | 2 de noviembre |
| Sportivo Palermo     | 0 - 0 | Juventud de Bernal    | Sportivo Palermo       | 2 de noviembre |
| Macabi               | 1 - 3 | Ferrocarril Midland   | Comunicaciones         | 2 de noviembre |

| Brown de Adrogué      | 1 - 2 | Estudiantes (BA)     | Brown de Adrogué     | 16 de noviembre |
| Comunicaciones        | 3 - 1 | Piraña               | Comunicaciones       | 16 de noviembre |
| Defensores de Almagro | 2 - 1 | Sportivo Palermo     | Concepción Arenal    | 16 de noviembre |
| Ferrocarril Midland   | 4 - 2 | Sacachispas          | Ciudad de Libertad   | 16 de noviembre |
| General Lamadrid      | 4 - 2 | Macabi               | General Lamadrid     | 16 de noviembre |
| Juventud de Bernal    | 0 - 2 | Fénix                | Caseros y Almafuerte | 16 de noviembre |
| Victoriano Arenas     | 4 - 2 | Arsenal de Llavallol | Saturnino Moure      | 16 de noviembre |

| Arsenal de Llavallol  | 2 - 1 | Juventud de Bernal  | Arsenal de Llavallol   | 23 de noviembre |
| Defensores de Almagro | 1 - 6 | Brown de Adrogué    | Concepción Arenal      | 23 de noviembre |
| Estudiantes (BA)      | 0 - 2 | Ferrocarril Midland | Estudiantes (BA)       | 23 de noviembre |
| Macabi                | 2 - 4 | Comunicaciones      | General Lamadrid       | 23 de noviembre |
| Piraña                | 0 - 1 | Victoriano Arenas   | Comunicaciones         | 23 de noviembre |
| Sacachispas           | 1 - 2 | General Lamadrid    | Lacarra y Barros Pazos | 23 de noviembre |
| Sportivo Palermo      | 0 - 2 | Fénix               | Sportivo Palermo       | 23 de noviembre |

| Brown de Adrogué    | 2 - 0 | Sportivo Palermo      | Brown de Adrogué     | 30 de noviembre |
| Comunicaciones      | 3 - 2 | Sacachispas           | Comunicaciones       | 30 de noviembre |
| Fénix               | 2 - 1 | Arsenal de Llavallol  | Concepción Arenal    | 30 de noviembre |
| Ferrocarril Midland | 8 - 1 | Defensores de Almagro | Ciudad de Libertad   | 30 de noviembre |
| General Lamadrid    | 1 - 1 | Estudiantes (BA)      | General Lamadrid     | 30 de noviembre |
| Juventud de Bernal  | 6 - 2 | Piraña                | Caseros y Almafuerte | 30 de noviembre |
| Victoriano Arenas   | 1 - 1 | Macabi                | Saturnino Moure      | 30 de noviembre |

| Brown de Adrogué      | 1 - 1 | Ferrocarril Midland  | Brown de Adrogué       | 7 de diciembre |
| Defensores de Almagro | 1 - 1 | General Lamadrid     | Concepción Arenal      | 7 de diciembre |
| Macabi                | 1 - 0 | Juventud de Bernal   | Comunicaciones         | 7 de diciembre |
| Piraña                | 1 - 3 | Fénix                | General Lamadrid       | 7 de diciembre |
| Sacachispas           | 1 - 1 | Victoriano Arenas    | Lacarra y Barros Pazos | 7 de diciembre |
| Sportivo Palermo      | 3 - 1 | Arsenal de Llavallol | Sportivo Palermo       | 7 de diciembre |
| Estudiantes (BA)      | 6 - 1 | Comunicaciones       | Estudiantes (BA)       | 7 de diciembre |

| Comunicaciones       | 5 - 0 | Defensores de Almagro | Comunicaciones       | 14 de diciembre |
| Fénix                | 2 - 1 | Macabi                | Concepción Arenal    | 14 de diciembre |
| Ferrocarril Midland  | 7 - 1 | Sportivo Palermo      | Ciudad de Libertad   | 14 de diciembre |
| General Lamadrid     | 3 - 1 | Brown de Adrogué      | General Lamadrid     | 14 de diciembre |
| Juventud de Bernal   | 3 - 2 | Sacachispas           | Caseros y Almafuerte | 14 de diciembre |
| Victoriano Arenas    | 2 - 3 | Estudiantes (BA)      | Saturnino Moure      | 14 de diciembre |
| Arsenal de Llavallol | 6 - 1 | Piraña                | Arsenal de Llavallol | 14 de diciembre |

| Brown de Adrogué      | 0 - 2 | Comunicaciones       | Brown de Adrogué       | 21 de diciembre |
| Defensores de Almagro | 3 - 6 | Victoriano Arenas    | Concepción Arenal      | 21 de diciembre |
| Estudiantes (BA)      | 9 - 2 | Juventud de Bernal   | Estudiantes (BA)       | 21 de diciembre |
| Ferrocarril Midland   | 2 - 1 | General Lamadrid     | Ciudad de Libertad     | 21 de diciembre |
| Macabi                | 1 - 2 | Arsenal de Llavallol | Comunicaciones         | 21 de diciembre |
| Sacachispas           | 0 - 0 | Fénix                | Lacarra y Barros Pazos | 21 de diciembre |
| Sportivo Palermo      | 2 - 4 | Piraña               | Sportivo Palermo       | 21 de diciembre |

| Arsenal de Llavallol | 4 - 3 | Sacachispas           | Arsenal de Llavallol | 28 de diciembre |
| Comunicaciones       | 1 - 2 | Ferrocarril Midland   | Comunicaciones       | 28 de diciembre |
| Fénix                | 1 - 2 | Estudiantes (BA)      | Concepción Arenal    | 28 de diciembre |
| General Lamadrid     | 5 - 0 | Sportivo Palermo      | General Lamadrid     | 28 de diciembre |
| Juventud de Bernal   | 1 - 2 | Defensores de Almagro | Caseros y Almafuerte | 28 de diciembre |
| Piraña               | 4 - 1 | Macabi                | El Gasómetro         | 28 de diciembre |
| Victoriano Arenas    | 4 - 1 | Brown de Adrogué      | Saturnino Moure      | 28 de diciembre |

### Zona B
| 9 de Julio        | 3 - 1 | La Paternal              | Ciudad de Libertad       | 27 de abril |
| Acassuso          | 5 - 0 | Porteño AC               | Manuela Pedraza y Crámer | 27 de abril |
| Central Argentino | 0 - 1 | Juventud Unida           | Central Argentino        | 27 de abril |
| J.J. Urquiza      | 2 - 2 | Centro Español           | Kelsey y Bonifacini      | 27 de abril |
| Muñiz             | 2 - 2 | Defensores de Corrientes | Sarmiento y Azcuénaga    | 4 de mayo   |
| Pilar             | 2 - 2 | Luján                    | San Juan y Córdoba       | 4 de mayo   |

| Central Argentino | 4 - 5 | Muñiz                    | Central Argentino     | 11 de mayo |
| Centro Español    | 5 - 1 | Acassuso                 | Güemes y Rivadavia    | 11 de mayo |
| Juventud Unida    | 1 - 2 | J.J. Urquiza             | Sarmiento y Azcuénaga | 11 de mayo |
| La Paternal       | 2 - 4 | Defensores de Corrientes | Kelsey y Bonifacini   | 11 de mayo |
| Luján             | 2 - 1 | Ituzaingó                | Municipal de Luján    | 11 de mayo |
| Porteño AC        | 1 - 0 | Pilar                    | Whelan y Sarmiento    | 11 de mayo |

| 9 de Julio   | 2 - 3 | Luján             | Ciudad de Libertad       | 18 de mayo |
| Acassuso     | 2 - 0 | Juventud Unida    | Guido y Spano            | 18 de mayo |
| Muñiz        | 2 - 0 | La Paternal       | Sarmiento y Azcuénaga    | 18 de mayo |
| Ituzaingó    | 4 - 2 | Porteño AC        | Pacheco y Mariano Acosta | 18 de mayo |
| J.J. Urquiza | 2 - 1 | Central Argentino | Kelsey y Bonifacini      | 18 de mayo |
| Pilar        | 1 - 0 | Centro Español    | San Juan y Córdoba       | 18 de mayo |

| Central Argentino | 1 - 2 | Acassuso                 | Central Argentino     | 25 de mayo |
| Centro Español    | 3 - 1 | Ituzaingó                | Güemes y Rivadavia    | 25 de mayo |
| J.J. Urquiza      | 2 - 0 | Muñiz                    | Kelsey y Bonifacini   | 25 de mayo |
| Juventud Unida    | 2 - 0 | Pilar                    | Sarmiento y Azcuénaga | 25 de mayo |
| Luján             | 6 - 0 | Defensores de Corrientes | Municipal de Luján    | 25 de mayo |
| Porteño AC        | 7 - 3 | 9 de Julio               | Whelan y Sarmiento    | 25 de mayo |

| 9 de Julio               | 1 - 3 | Centro Español    | Ciudad de Libertad       | 1 de junio |
| Acassuso                 | 1 - 2 | J.J. Urquiza      | Guido y Spano            | 1 de junio |
| Defensores de Corrientes | 4 - 4 | Porteño AC        | Gaona y General Paz      | 1 de junio |
| Ituzaingó                | 1 - 1 | Juventud Unida    | Pacheco y Mariano Acosta | 1 de junio |
| La Paternal              | 1 - 3 | Luján             | Kelsey y Bonifacini      | 1 de junio |
| Pilar                    | 2 - 0 | Central Argentino | San Juan y Córdoba       | 1 de junio |

| Central Argentino | 0 - 2 | Ituzaingó                | Central Argentino     | 8 de junio |
| Centro Español    | 5 - 0 | Defensores de Corrientes | Güemes y Rivadavia    | 8 de junio |
| J.J. Urquiza      | 3 - 0 | Pilar                    | Kelsey y Bonifacini   | 8 de junio |
| Juventud Unida    | 4 - 1 | 9 de Julio               | Sarmiento y Azcuénaga | 8 de junio |
| Porteño AC        | 2 - 1 | La Paternal              | Whelan y Sarmiento    | 8 de junio |
| Acassuso          | 0 - 3 | Muñiz                    | Guido y Spano         | 9 de junio |

| 9 de Julio               | 4 - 1 | Central Argentino | Ciudad de Libertad       | 22 de junio |
| Defensores de Corrientes | 2 - 1 | Juventud Unida    | Gaona y General Paz      | 22 de junio |
| Muñiz                    | 1 - 3 | Luján             | Sarmiento y Azcuénaga    | 22 de junio |
| Ituzaingó                | 4 - 1 | J.J. Urquiza      | Pacheco y Mariano Acosta | 22 de junio |
| La Paternal              | 0 - 8 | Centro Español    | Kelsey y Bonifacini      | 22 de junio |
| Pilar                    | 4 - 2 | Acassuso          | San Juan y Córdoba       | 22 de junio |

| Acassuso          | 0 - 3 | Ituzaingó                | Guido y Spano         | 29 de junio |
| Central Argentino | 0 - 2 | Defensores de Corrientes | Central Argentino     | 29 de junio |
| J.J. Urquiza      | 6 - 2 | 9 de Julio               | Kelsey y Bonifacini   | 29 de junio |
| Juventud Unida    | 6 - 1 | La Paternal              | Sarmiento y Azcuénaga | 29 de junio |
| Pilar             | 1 - 0 | Muñiz                    | San Juan y Córdoba    | 29 de junio |
| Porteño AC        | 0 - 0 | Luján                    | Whelan y Sarmiento    | 29 de junio |

| Defensores de Corrientes | 3 - 6 | J.J. Urquiza      | Gaona y General Paz      | 13 de julio |
| Ituzaingó                | 3 - 2 | Pilar             | Pacheco y Mariano Acosta | 13 de julio |
| Luján                    | 2 - 1 | Centro Español    | Municipal de Luján       | 13 de julio |
| La Paternal              | 3 - 5 | Central Argentino | Kelsey y Bonifacini      | 13 de julio |
| Muñiz                    | 2 - 1 | Porteño AC        | Sarmiento y Azcuénaga    | 20 de julio |
| 9 de Julio               | 0 - 4 | Acassuso          | Ciudad de Libertad       | 20 de julio |

| Acassuso       | 2 - 3 | Defensores de Corrientes | Guido y Spano            | 27 de julio |
| Centro Español | 2 - 1 | Porteño AC               | Güemes y Rivadavia       | 27 de julio |
| Ituzaingó      | 2 - 2 | Muñiz                    | Pacheco y Mariano Acosta | 27 de julio |
| J.J. Urquiza   | 3 - 0 | La Paternal              | Kelsey y Bonifacini      | 27 de julio |
| Juventud Unida | 1 - 0 | Luján                    | Sarmiento y Azcuénaga    | 27 de julio |
| Pilar          | 3 - 0 | 9 de Julio               | San Juan y Córdoba       | 27 de julio |

| 9 de Julio               | 1 - 4  | Ituzaingó         | Ciudad de Libertad    | 10 de agosto |
| Defensores de Corrientes | 5 - 1  | Pilar             | Gaona y General Paz   | 10 de agosto |
| Muñiz                    | 2 - 3  | Centro Español    | Sarmiento y Azcuénaga | 10 de agosto |
| La Paternal              | 0 - 4  | Acassuso          | Kelsey y Bonifacini   | 10 de agosto |
| Luján                    | 10 - 1 | Central Argentino | Municipal de Luján    | 10 de agosto |
| Porteño AC               | 3 - 0  | Juventud Unida    | Whelan y Sarmiento    | 10 de agosto |

| 9 de Julio        | 5 - 4 | Muñiz                    | Ciudad de Libertad       | 17 de agosto |
| Central Argentino | 1 - 2 | Porteño AC               | Central Argentino        | 17 de agosto |
| Ituzaingó         | 1 - 0 | Defensores de Corrientes | Pacheco y Mariano Acosta | 17 de agosto |
| J.J. Urquiza      | 3 - 2 | Luján                    | Kelsey y Bonifacini      | 17 de agosto |
| Juventud Unida    | 0 - 1 | Centro Español           | Sarmiento y Azcuénaga    | 17 de agosto |
| Pilar             | 5 - 0 | La Paternal              | San Juan y Córdoba       | 17 de agosto |

| Centro Español           | 0 - 0 | Central Argentino | Güemes y Rivadavia    | 24 de agosto |
| Defensores de Corrientes | 3 - 4 | 9 de Julio        | Gaona y General Paz   | 24 de agosto |
| Muñiz                    | 0 - 3 | Juventud Unida    | Sarmiento y Azcuénaga | 24 de agosto |
| La Paternal              | 4 - 3 | Ituzaingó         | Kelsey y Bonifacini   | 24 de agosto |
| Luján                    | 2 - 0 | Acassuso          | Municipal de Luján    | 24 de agosto |
| Porteño AC               | 2 - 2 | J.J. Urquiza      | Whelan y Sarmiento    | 24 de agosto |

| La Paternal              | 5 - 4 | 9 de Julio        | Kelsey y Bonifacini   | 31 de agosto     |
| Luján                    | 2 - 1 | Pilar             | Municipal de Luján    | 31 de agosto     |
| Centro Español           | 1 - 0 | J.J. Urquiza      | Güemes y Rivadavia    | 14 de septiembre |
| Defensores de Corrientes | 2 - 3 | Muñiz             | Kelsey y Bonifacini   | 14 de septiembre |
| Juventud Unida           | 3 - 0 | Central Argentino | Sarmiento y Azcuénaga | 14 de septiembre |
| Porteño AC               | 3 - 2 | Acassuso          | Whelan y Sarmiento    | 14 de septiembre |

| Acassuso                 | 2 - 2 | Centro Español    | Central Argentino        | 21 de septiembre |
| Defensores de Corrientes | 4 - 3 | La Paternal       | Gaona y General Paz      | 21 de septiembre |
| Muñiz                    | 3 - 1 | Central Argentino | Sarmiento y Azcuénaga    | 21 de septiembre |
| Ituzaingó                | 2 - 3 | Luján             | Pacheco y Mariano Acosta | 21 de septiembre |
| J.J. Urquiza             | 3 - 2 | Juventud Unida    | Kelsey y Bonifacini      | 21 de septiembre |
| Pilar                    | 1 - 1 | Porteño AC        | San Juan y Córdoba       | 21 de septiembre |

| Central Argentino | 1 - 2  | J.J. Urquiza | Central Argentino     | 5 de octubre |
| Centro Español    | 1 - 2  | Pilar        | Güemes y Rivadavia    | 5 de octubre |
| Juventud Unida    | 2 - 4  | Acassuso     | Sarmiento y Azcuénaga | 5 de octubre |
| La Paternal       | 3 - 10 | Muñiz        | Kelsey y Bonifacini   | 5 de octubre |
| Luján             | 8 - 1  | 9 de Julio   | Municipal de Luján    | 5 de octubre |
| Porteño AC        | 4 - 2  | Ituzaingó    | Whelan y Sarmiento    | 5 de octubre |

| Acassuso                 | 4 - 1 | Central Argentino | Guido y Spano            | 12 de octubre |
| Pilar                    | 2 - 3 | Juventud Unida    | San Juan y Córdoba       | 13 de octubre |
| 9 de Julio               | 1 - 5 | Porteño AC        | Ciudad de Libertad       | 19 de octubre |
| Defensores de Corrientes | 0 - 4 | Luján             | Gaona y General Paz      | 19 de octubre |
| Muñiz                    | 0 - 1 | J.J. Urquiza      | Sarmiento y Azcuénaga    | 19 de octubre |
| Ituzaingó                | 1 - 3 | Centro Español    | Pacheco y Mariano Acosta | 19 de octubre |

| Central Argentino | 3 - 3 | Pilar                    | Central Argentino     | 26 de octubre |
| Centro Español    | 5 - 2 | 9 de Julio               | Güemes y Rivadavia    | 26 de octubre |
| J.J. Urquiza      | 4 - 1 | Acassuso                 | Kelsey y Bonifacini   | 26 de octubre |
| Juventud Unida    | 4 - 2 | Ituzaingó                | Sarmiento y Azcuénaga | 26 de octubre |
| Luján             | 3 - 0 | La Paternal              | Municipal de Luján    | 26 de octubre |
| Porteño AC        | 3 - 2 | Defensores de Corrientes | Whelan y Sarmiento    | 26 de octubre |

| 9 de Julio               | 2 - 2 | Juventud Unida    | Ciudad de Libertad       | 2 de noviembre |
| Defensores de Corrientes | 1 - 5 | Centro Español    | Central Argentino        | 2 de noviembre |
| Muñiz                    | 5 - 4 | Acassuso          | Sarmiento y Azcuénaga    | 2 de noviembre |
| Ituzaingó                | 4 - 4 | Central Argentino | Pacheco y Mariano Acosta | 2 de noviembre |
| La Paternal              | 2 - 3 | Porteño AC        | Kelsey y Bonifacini      | 2 de noviembre |
| Pilar                    | 0 - 4 | J.J. Urquiza      | San Juan y Córdoba       | 2 de noviembre |

| Acassuso          | 3 - 2 | Pilar        | Guido y Spano       | 16 de noviembre |
| Central Argentino | 4 - 1 | 9 de Julio   | Central Argentino   | 16 de noviembre |
| Centro Español    | 8 - 1 | La Paternal  | Güemes y Rivadavia  | 16 de noviembre |
| J.J. Urquiza      | 4 - 1 | Ituzaingó    | Kelsey y Bonifacini | 16 de noviembre |
| Luján             | 4 - 1 | Muñiz        | Municipal de Luján  | 16 de noviembre |
| 9 de Julio        | 0 - 3 | J.J. Urquiza | Ciudad de Libertad  | 23 de noviembre |

| Defensores de Corrientes | 1 - 2 | Central Argentino | Gaona y General Paz      | 23 de noviembre |
| Muñiz                    | 2 - 2 | Pilar             | Sarmiento y Azcuénaga    | 23 de noviembre |
| Ituzaingó                | 3 - 5 | Acassuso          | Pacheco y Mariano Acosta | 23 de noviembre |
| La Paternal              | 0 - 4 | Juventud Unida    | Kelsey y Bonifacini      | 23 de noviembre |
| Luján                    | 3 - 0 | Porteño AC        | Municipal de Luján       | 23 de noviembre |
| Acassuso                 | 2 - 2 | 9 de Julio        | Guido y Spano            | 30 de noviembre |

| Central Argentino | 3 - 1 | La Paternal              | Central Argentino   | 30 de noviembre |
| Centro Español    | 1 - 1 | Luján                    | Güemes y Rivadavia  | 30 de noviembre |
| J.J. Urquiza      | 5 - 0 | Defensores de Corrientes | Kelsey y Bonifacini | 30 de noviembre |
| Pilar             | 3 - 2 | Ituzaingó                | San Juan y Córdoba  | 30 de noviembre |
| Porteño AC        | 8 - 2 | Muñiz                    | Whelan y Sarmiento  | 30 de noviembre |
| 9 de Julio        | 2 - 3 | Pilar                    | Ciudad de Libertad  | 7 de diciembre  |

| Defensores de Corrientes | 2 - 3 | Acassuso       | Gaona y General Paz      | 7 de diciembre  |
| Muñiz                    | 1 - 7 | Ituzaingó      | Sarmiento y Azcuénaga    | 7 de diciembre  |
| La Paternal              | 2 - 6 | J.J. Urquiza   | Pacheco y Mariano Acosta | 7 de diciembre  |
| Luján                    | 6 - 1 | Juventud Unida | Municipal de Luján       | 7 de diciembre  |
| Porteño AC               | 4 - 1 | Centro Español | Whelan y Sarmiento       | 7 de diciembre  |
| Acassuso                 | 5 - 0 | La Paternal    | Guido y Spano            | 14 de diciembre |

| Central Argentino | 3 - 6 | Luján                    | Central Argentino        | 14 de diciembre |
| Centro Español    | 5 - 1 | Muñiz                    | Güemes y Rivadavia       | 14 de diciembre |
| Ituzaingó         | 8 - 5 | 9 de Julio               | Pacheco y Mariano Acosta | 14 de diciembre |
| Juventud Unida    | 2 - 4 | Porteño AC               | Sarmiento y Azcuénaga    | 14 de diciembre |
| Pilar             | 4 - 0 | Defensores de Corrientes | San Juan y Córdoba       | 14 de diciembre |
| Centro Español    | 9 - 1 | Juventud Unida           | Güemes y Rivadavia       | 21 de diciembre |

| Defensores de Corrientes | 3 - 3 | Ituzaingó                | Atlanta               | 21 de diciembre |
| Muñiz                    | 5 - 3 | 9 de Julio               | Sarmiento y Azcuénaga | 21 de diciembre |
| La Paternal              | 5 - 5 | Pilar                    | Kelsey y Bonifacini   | 21 de diciembre |
| Luján                    | 3 - 1 | J.J. Urquiza             | Municipal de Luján    | 21 de diciembre |
| Porteño AC               | 2 - 1 | Central Argentino        | Whelan y Sarmiento    | 21 de diciembre |
| 9 de Julio               | 0 - 3 | Defensores de Corrientes | Ciudad de Libertad    | 28 de diciembre |

| Acassuso          | 1 - 3   | Luján                    | Guido y Spano            | 28 de diciembre |
| Central Argentino | 1 - 2   | Centro Español           | Central Argentino        | 28 de diciembre |
| Ituzaingó         | 1 - 2   | La Paternal              | Pacheco y Mariano Acosta | 28 de diciembre |
| J.J. Urquiza      | 6 - 1   | Porteño AC               | Kelsey y Bonifacini      | 28 de diciembre |
| Juventud Unida    | 3 - 7   | Muñiz                    | San Juan y Córdoba       | 28 de diciembre |
| Juventud Unida    | GP - PP | Defensores de Corrientes | Sarmiento y Azcuénaga    | 16 de noviembre |

## Hexagonal Final

### Tabla de posiciones
| Pos. | Equipo              | Pts. | PJ | PG | PE | PP | GF | GC | Dif. |
| ---- | ------------------- | ---- | -- | -- | -- | -- | -- | -- | ---- |
| 1.º  | Luján               | 9    | 5  | 4  | 1  | 0  | 17 | 7  | 10   |
| 2.º  | Estudiantes (BA)    | 7    | 5  | 3  | 1  | 1  | 12 | 12 | 0    |
| 3.º  | Ferrocarril Midland | 5    | 5  | 2  | 1  | 2  | 8  | 12 | −4   |
| 4.º  | J.J. Urquiza        | 4    | 5  | 2  | 0  | 3  | 13 | 12 | 1    |
| 5.º  | Fénix               | 3    | 5  | 1  | 1  | 3  | 13 | 13 | 0    |
| 6.º  | Centro Español      | 2    | 5  | 1  | 0  | 4  | 6  | 13 | −7   |

|  | Se consagró campeón y ascendió a la Primera C |

### Resultados
| Estudiantes (BA)    | 3 - 2 | J.J. Urquiza   | All Boys         | 4 de enero |
| Fénix               | 2 - 2 | Luján          | El Gasómetro     | 4 de enero |
| Ferrocarril Midland | 2 - 1 | Centro Español | Médanos y Boyacá | 4 de enero |

| Estudiantes (BA) | 1 - 1 | Ferrocarril Midland | Médanos y Boyacá         | 11 de enero |
| J.J. Urquiza     | 4 - 2 | Fénix               | Manuela Pedraza y Crámer | 11 de enero |
| Luján            | 3 - 1 | Centro Español      | Pacheco y Mariano Acosta | 11 de enero |

| Centro Español      | 2 - 0 | J.J. Urquiza     | Manuela Pedraza y Crámer | 18 de enero |
| Fénix               | 3 - 4 | Estudiantes (BA) | Pampa y Miñones          | 18 de enero |
| Ferrocarril Midland | 1 - 4 | Luján            | All Boys                 | 18 de enero |

| Estudiantes (BA) | 3 - 1 | Centro Español      | Barragán y Gaona | 25 de enero |
| J.J. Urquiza     | 2 - 3 | Luján               | All Boys         | 25 de enero |
| Fénix            | 1 - 2 | Ferrocarril Midland | Pampa y Miñones  | 25 de enero |

| Centro Español      | 1 - 5 | Fénix            | El Palacio             | 29 de enero  |
| Ferrocarril Midland | 2 - 5 | J.J. Urquiza     | Defensores de Belgrano | 1 de febrero |
| Luján               | 5 - 1 | Estudiantes (BA) | All Boys               | 1 de febrero |